# Citellophilus ullus
Citellophilus ullus är en loppart som först beskrevs av Mikulin 1957.  Citellophilus ullus ingår i släktet Citellophilus och familjen fågelloppor. Inga underarter finns listade i Catalogue of Life.